# Punts extrems d'Europa
Els punts extrems d'Europa són aquelles localitzacions d'Europa que, amb relació a la seua posició geogràfica, altura, accessibilitat o distància a la costa o al mar, tenen dimensions extremes (màximes o mínimes).

## Punts geogràfics extrems

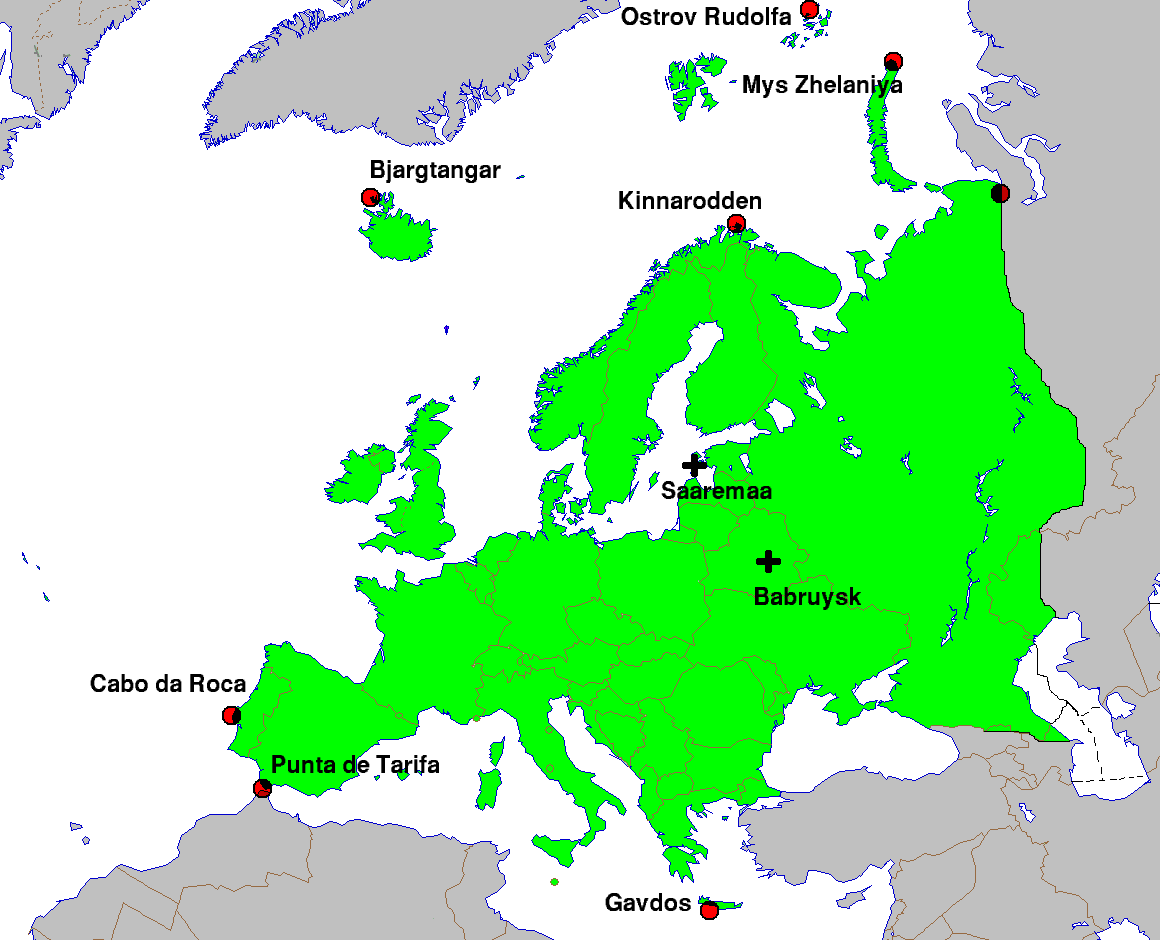
Punts extrems d'Europa.

Els punts geogràfics extrems d'Europa són els següents: 
- Europa (incloent les terres remotes i petites illes):

- Punt més al nord: cap Fligueli, a l'Illa de Rodolf, Rússia (81° 48′ 24″ N). L'arxipèlag de la Terra de Francesc Josep, a l'oceà Àrtic, està ubicat sobre la línia que separa Europa d'Àsia. Aquesta frontera és indefinida i disputada, fet pel qual a vegades es considera part d'Europa i a vegades no. Si es considera que no, aleshores el punt més septentrional d'Europa es trobaria a l'illot de Rossøya, Svalbard, Noruega (80° 49′ 44.41″ N).
- Punt més al sud: Gavdos, Grècia (34° 48′ 02″ N)., Si es consideraren Europa (geogràficament) a les illes Canàries, en l'illa d'El Hierro, la dita Punta de La Restinga seria la zona més meridional d'Europa.

- Punt més a l'est: cap Flissingski, prop de cap Jelània, a l'illa Séverni, Nova Terra (69° 05′ 31″ E).
- Punt més a l'oest: illot de Monchique, cerca de Fajã Grande, en l'illa de Flores (en les Açores) (31° 16′ 24″ W).

- Europa (excloent les terres remotes i petites illes):

- Punt més al nord: Knivskjellodden, Noruega (71° 11′ 08″ N).
- Punt més al sud: cap Anemómylos, Creta, Grècia.
- Punt més a l'est: punt més a l'est de la República de Komi, Rússia.
- Punt més a l'oest: Bjargtangar, Islàndia (24° 32′ 03″ W).

- Europa continental:

- Punt més al nord: cap Nordkinn, Noruega. (71° 08' 27,39" E)
- Punt més al sud: punta de Tarifa, Espanya. (36° 00' 5,37" O)
- Punt més l'est: punt més a l'est de la República de Komi, Rússia. (66° 11' 57,225" E)
- Punt més a l'oest: Cap de la Roca, Portugal. (09° 30' 02,727" O)

El punt que ocupa el centre d'aquests extrems es troba a 15 km al nord-est de Marina Gorka, en Belarús (53° 34′ 01.5″ N, 28° 20′ 57.2″ E / 53.567083°N,28.349222°E).